# عركوب النبي شيت
عركوب النبي شيت وهي قرية تتبع مدينة اللطيفية وتقع في محافظة بغداد وسط العراق.